# Pic de l'Arraille
Pour les articles homonymes, voir Arraille.
Le pic de l'Arraille ou pic de Laraille est un mont du cirque de Lescun situé sur la ligne de crête pyrénéenne à la frontière franco-espagnole. Il est bordé à l'ouest du pic du lac de la Chourique (2 138 m) et à l'est par le col de l'Arraille (2 011 m) puis le pic Pourtet Barrat (2 028 m).

## Toponymie
Son nom vient du gascon arraille « éboulis ». Son versant sud-est est dénommé l’Arralla de la Foyas « l'éboulis des gouffres ». Son versant sud-ouest accueille le lac dénommé ibon de Acherito ou lac de la Chourique.

## Voies d'accès
Situé au sud de Lescun, le pic de l'Arraille est contourné au sud par la HRP.